# Paesi bolivariani

Le repubbliche bolivariane.

I Paesi bolivariani sono sei Stati dell'America Ispanica (Bolivia, Colombia, Ecuador, Panama, Perù e Venezuela) la cui origine è fatta risalire agli ideali di Simón Bolívar e alla sua guida politica e militare durante le guerre d'indipendenza combattute negli allora viceregni spagnoli della Nuova Granada e del Perù.
I legami tra questi Paesi hanno portato ad alleanze economiche e trattati internazionali come la Comunità andina, che dal 1969 unisce quattro di queste sei nazioni (Panama non vi ha mai aderito, mentre il Venezuela ne è uscito nel 2006). Sono inoltre sorte organizzazioni culturali e sportive comuni, come la ODEBO, che dal 1938 organizza ogni quattro anni i Giochi bolivariani.